# Dendrophryniscus oreites
Dendrophryniscus oreites es una especie de anfibio anuro de la familia Bufonidae.

## Distribución geográfica
Esta especie es endémica del estado de Bahía en Brasil. Se encuentra en Arataca a 850 metros sobre el nivel del mar en el parque nacional Serra das Lontras.

## Publicación original
- Recoder, Teixeira, Cassimiro, Camacho & Rodrigues, 2010: A new species of Dendrophryniscus (Amphibia, Anura, Bufonidae) from the Atlantic Rainforest of southern Bahia, Brazil. Zootaxa, n.º 2642, p. 36–44.[3]